# Моторний (зупинний пункт)
Мото́рний — залізничний пасажирський зупинний пункт Луганської дирекції Донецької залізниці.
Розташований у селі Миколаївка, Станично-Луганський район, Луганської області на лінії Кіндрашівська-Нова — Довжанська між станціями Кіндрашівська-Нова (13 км) та Новосвітлівський (10 км).
Через військову агресію Росії на сході України транспортне сполучення припинене. Лінія не діюча з 2007 року. Лінію в майбутньому передбачено демонтувати.